# Henrik Lundström
Henrik Lundström (Mölndal, 13 novembre 1979) è un ex pallamanista svedese.
Nei primi anni di carriera giocò anche a Göteborg insieme a Magnus Wislander, uno dei più grandi giocatori di pallamano di sempre; nel 2004 andò al THW Kiel.
A Kiel ha vinto sei titoli nazionali consecutivi (2005, 2006, 2007, 2008, 2009, 2010) e la EHF Champions League del 2007 e del 2010.
Vanta 104 presenze nella nazionale svedese di pallamano, con 257 gol segnati. Ha vinto anche tre campionati svedesi.